# 克里斯蒂安四世王冠

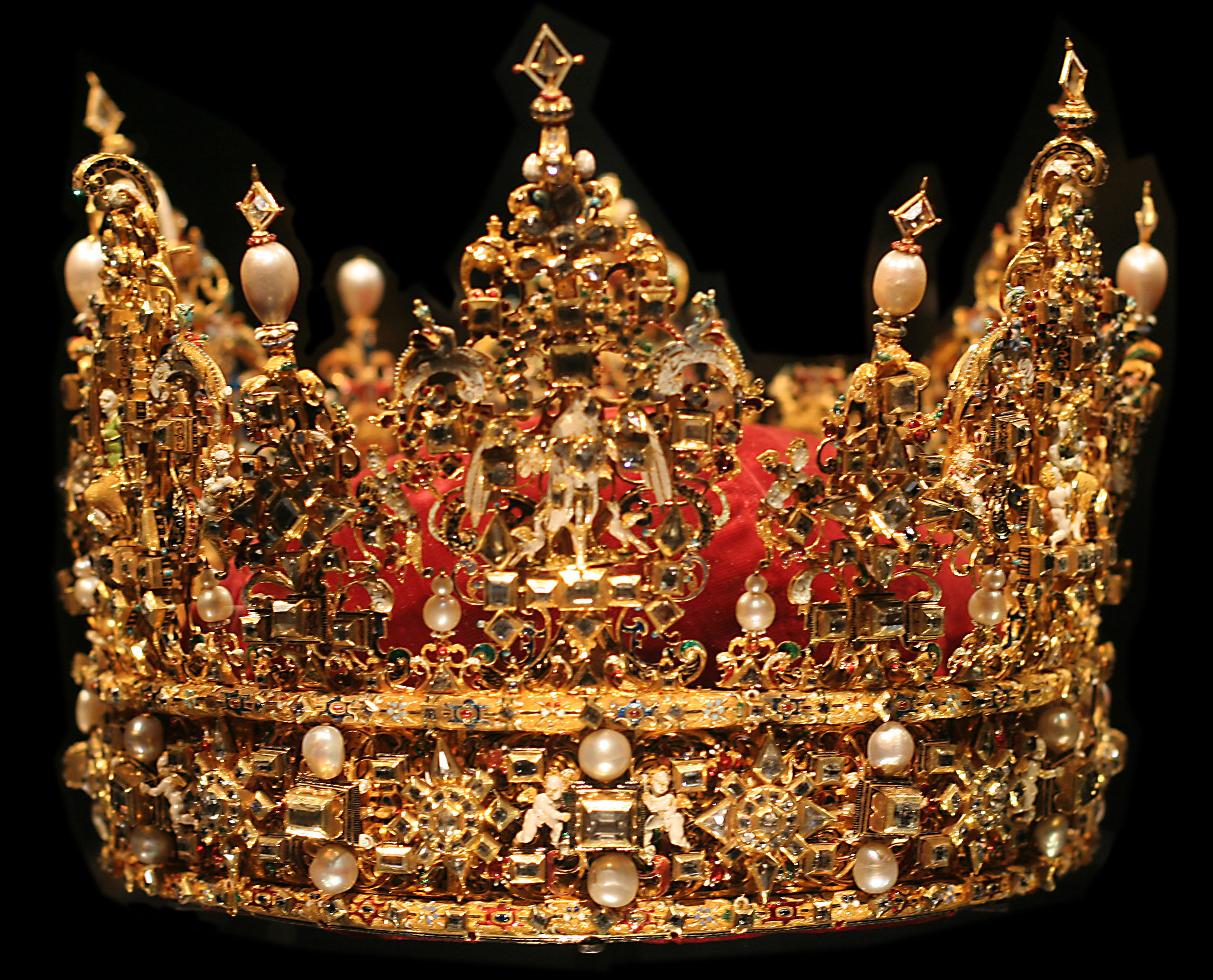

克里斯蒂安四世王冠由Dirich·Fyring于1595年到1596年间在欧登塞制作的。它是在金质骨架上镶上珐琅制作而成，总重量为2895克。最后一次使用是在1648年弗雷德里克三世的加冕典礼上。